# 埃尔塞 (阿列日省)
埃尔塞（法語：Ercé，法語發音：[ɛʁse]）是法国阿列日省的一个市镇，属于聖日龍區。

## 地理
埃尔塞（42°50'58"N, 1°17'22"E）面积40.75 平方千米，位于法国奧克西塔尼大區阿列日省，该省份为法国西南部内陆省份，西部和北部与上加龙省接壤，东临奥德省，东南至东比利牛斯省接壤，南与安道尔和西班牙接壤。
与埃尔塞接壤的市镇（或旧市镇、城区）包括：阿勒、欧吕斯莱班、比耶尔特、马萨特、乌斯特、勒波尔、苏朗、于斯图。

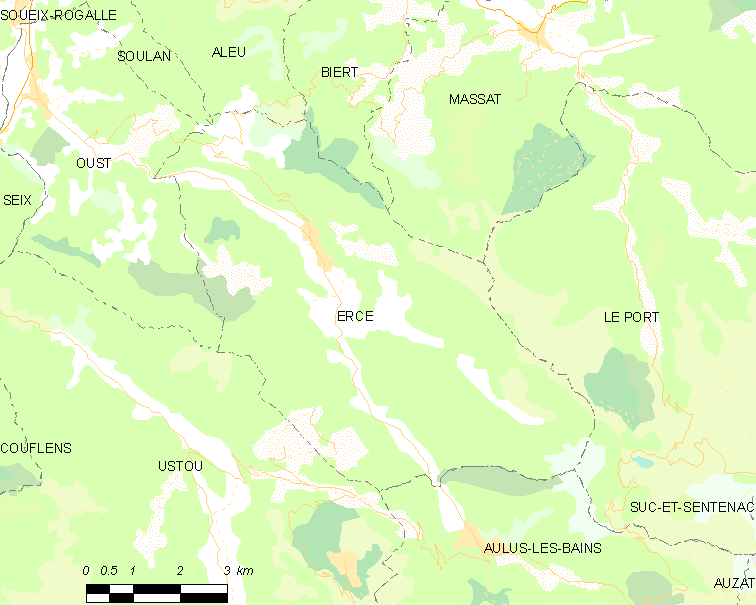
的OSM定位图

埃尔塞的时区为UTC+01:00、UTC+02:00（夏令时）。

## 行政
埃尔塞的邮政编码为09140，INSEE市镇编码为09113。

## 政治
埃尔塞所属的省级选区为库斯朗东县。

## 人口

1962-2008年间人口变化图示

埃尔塞于2022年1月1日时的人口数量为580人。